# آيتشي (محافظة)
محافظة آيتشي (باليابانية: 愛知県، آيتشي-كن) إحدى محافظات اليابان، تقع في منطقة توكاي من منطقة تشوبو، وسط جزيرة هونشو. عاصمتها مدينة ناغويا.

## توأمة
لآيتشي (محافظة) اتفاقيات توأمة مع كل من:
- فيكتوريا (2 مايو 1980 - )[5]
- جيانغسو (28 يوليو 1980 - )[5]
- بانكوك (9 يوليو 2012 - )

## معرض صور

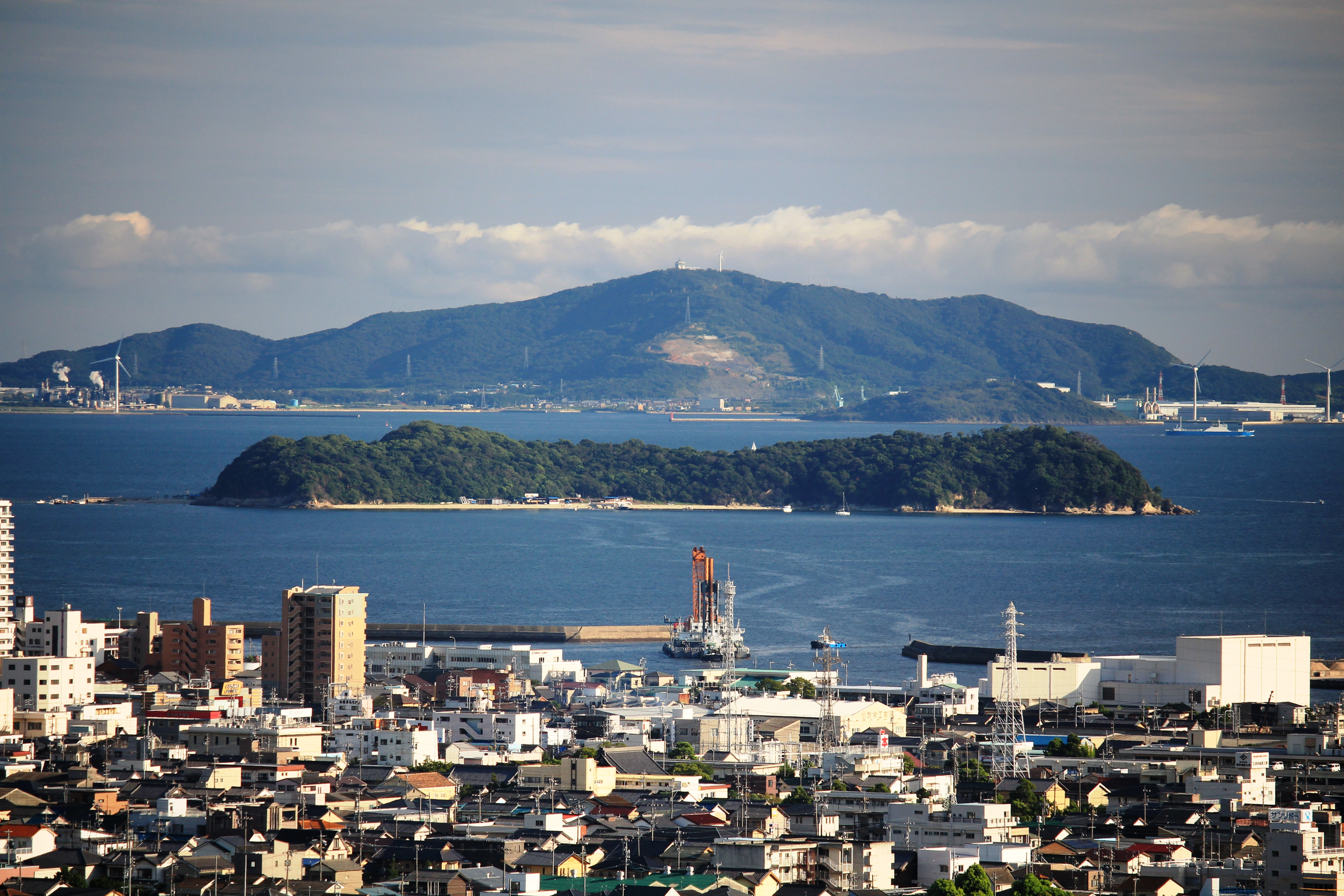
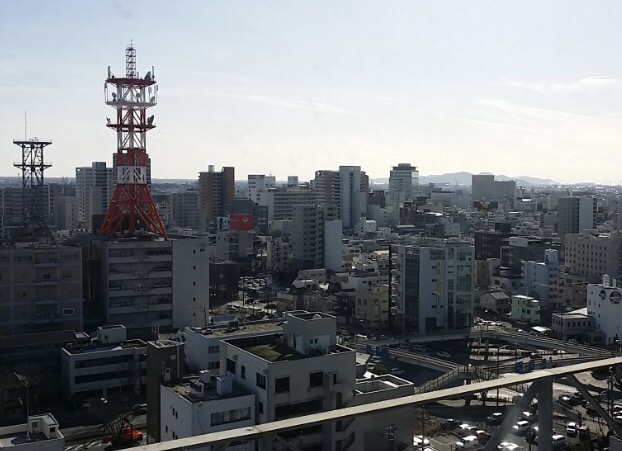
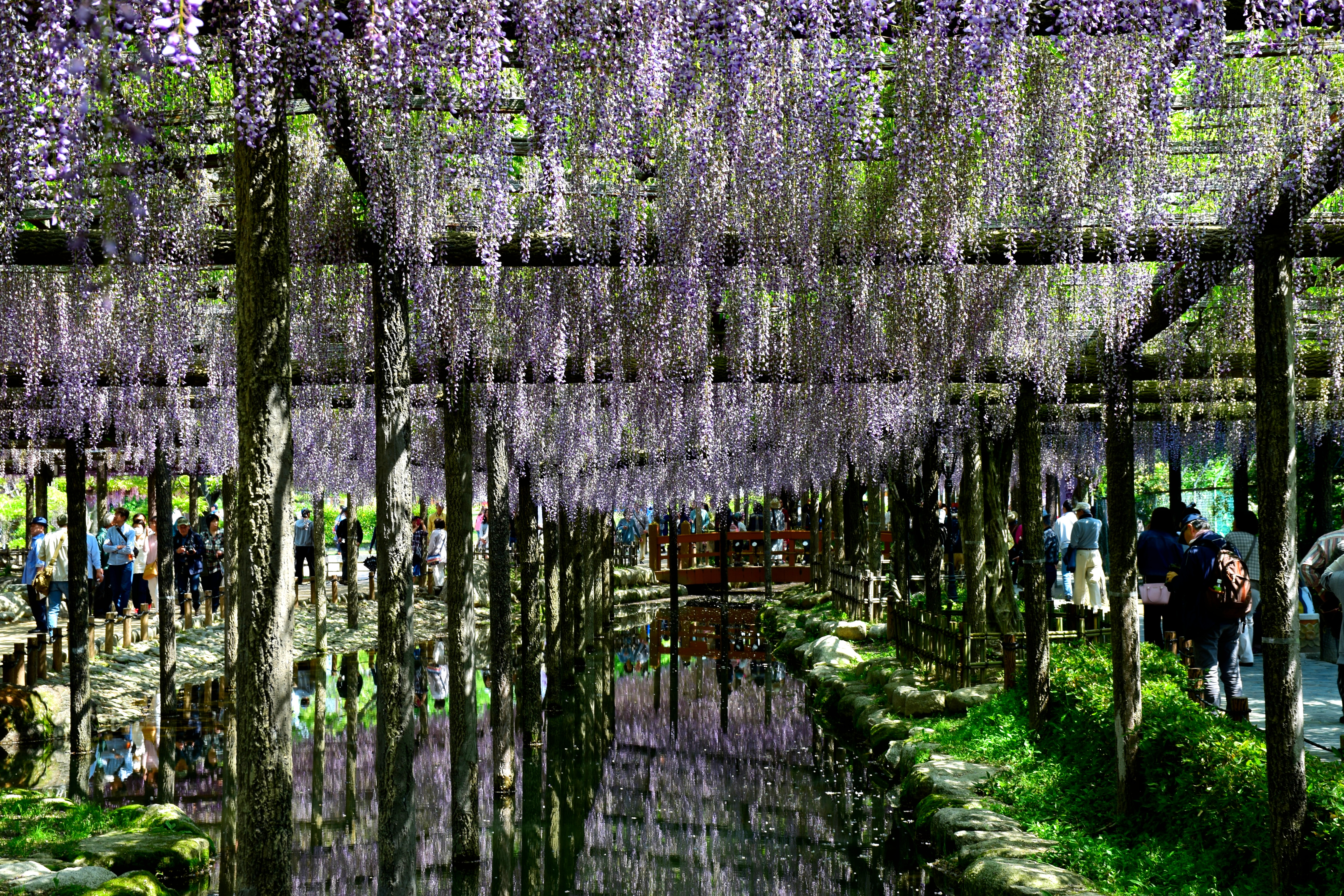
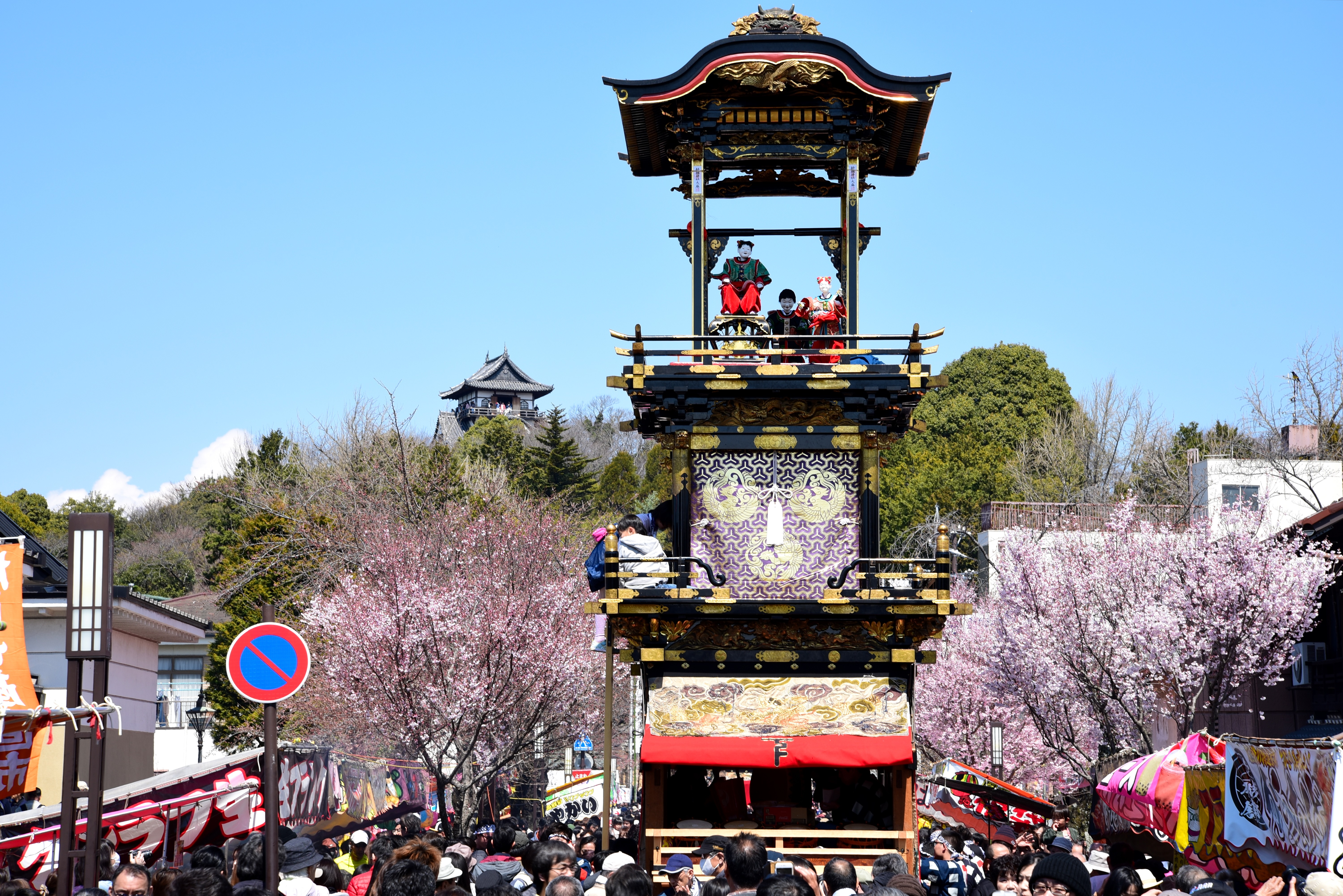
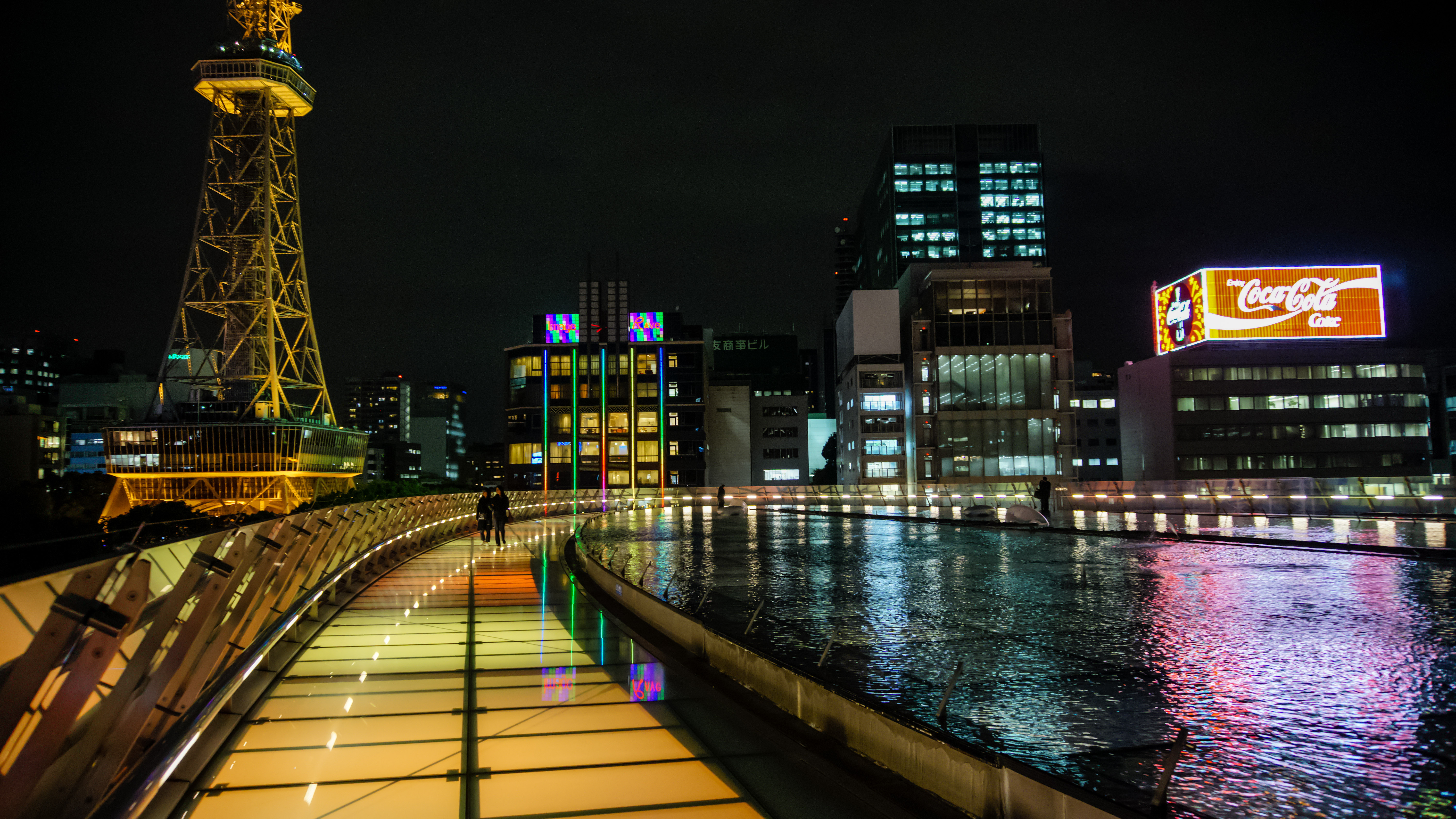
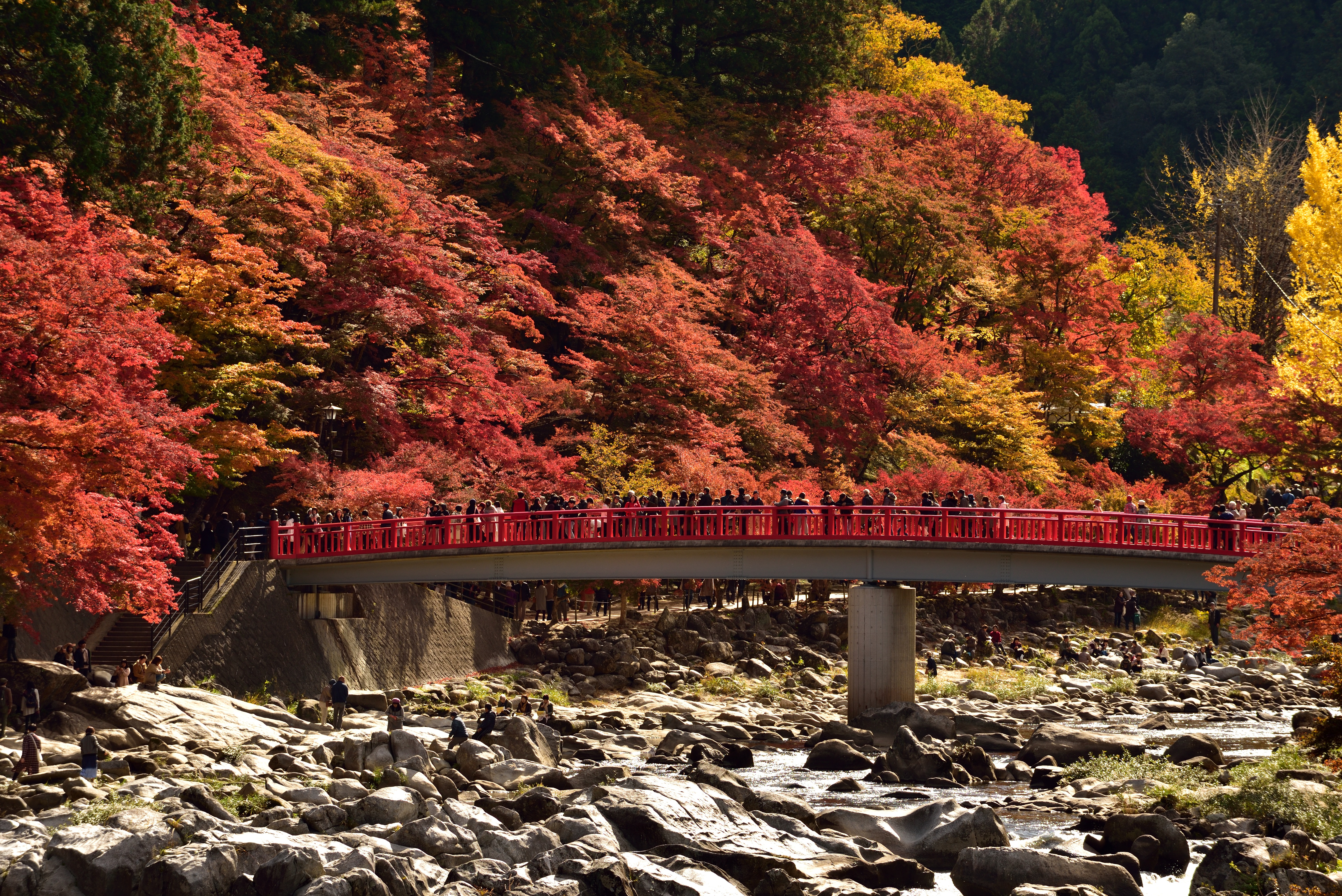

## أعلام
- يوتاكا إيكيوتشي
- ميتسونوري يوشيدا
- تايزو كاواموتو
- سيشيرو إيتاجاكي
- تومويوكي كاجيانو
- شينيتشيرو تاني
- هيسانوري فوجيتا